# Weather Wars
Weather Wars (auch Storm War, in Deutsch auch No Day After – Entfesselte Naturgewalten) ist ein US-amerikanischer Katastrophenfilm von 2011.

## Handlung
In Washington, D.C. ereignen sich merkwürdige Wetterphänomene: Es regnet mit rötlichem Wasser, Blitze schlagen im Capitol und im Pentagon ein und zerstören auch das Washington Monument und das Lincoln Memorial. Die Brüder Jacob und David Grange sowie eine ehemalige Assistentin glauben, dass dahinter nur Marcus Grange stecken kann, ein Klimaforscher, der zerstörerische Wetterextreme künstlich herstellen kann und dessen Mittel einst vom Ministerium unterbunden wurden.
Jacob, einer seiner Söhne kann seinen Vater in einem stillgelegten Atomkraftwerk orten. Dort will er seinen Vater von dessen Weltbeherrschungs-Plänen abbringen, doch genauso will Marcus Grange seinen Sohn auf seine Seite ziehen. Beide sterben bei einem Raketenangriff der US-Army.

## Kritik
„Actionveteran Stacy Keach (“Mike Hammer”) schaut beim Syfy Channel vorbei auf einen furiosen kleinen Auftritt als wettermachender Superbösewicht im Pennerzwirn und kostet damit wahrscheinlich schon das halbe Budget, weshalb nun zum Beispiel Blitze, die man sich denken muss, Menschen durch unversehrte Dachkonstruktionen zur Strecke bringen. Abseits solcher Freak Accidents ein kurzweiliges Katastrophenspektakel, auch dank Wes Brown (“True Blood”) als Keaches Sohn.“